# Florian Zach
Florian Zach (* 1991 in Cham, Deutschland) ist ein deutscher Schriftsteller, Philosoph und Dadaist. Er ist auch als dadaistischer Künstler tätig.

## Leben
Zach wuchs in Cham auf und besuchte die dortige Volksschule; später wechselte er auf die Maristen-Realschule Cham, die er mit der Mittleren Reife abschloss. Anschließend besuchte er die Berufliche Oberschule Cham. Dort absolvierte Florian Zach im Sommer 2011 die Allgemeine Hochschulreife. Er studierte Kulturgeschichte des Christentums und Buchwissenschaft an der Friedrich-Alexander-Universität Nürnberg/Erlangen. Das Studium schloss er im Sommer 2014 ab. Im Anschluss begann er ein Master-Studienprogramm im Fach Philosophie an der Universität Erfurt.
Florian Zach schreibt seit seiner frühen Jugendzeit für  regionale und überregionale Pressemedien. Bekannt wurde Florian Zach vor allem durch seinen Debütroman … wie ausgelebt, der im Mai 2009 erschien. Der Wendepunktroman über Selbstaufgabe und suizidale Gedankenkonstrukte sorgte dafür, dass Florian Zach als Nischenautor platziert wurde.
Ein Jahr später erschienen die Parabel Wie Schildkröte Helmine zum Fliegen kam und der Lyrikband Träume nicht vom Sterben, sondern stirb. Weiter ist das Buch Glück schenken erschienen. Zudem arbeitet er als Herausgeber von Kurzgeschichten- und Lyrikanthologien.
Er gründete im September 2008 den Nischenverlag Dein-Lieblingsbuch Atelier & Verlag. Im Jahr 2017 erscheint das Werk „Die Libelle in der Bonboniere“ in seinem eigenen Verlag; ein Werk, das vor allem Erzählungen mit selbstreflektivem Charakter enthält.
Bekannt ist Florian Zach auch als Dadaist. Er pflegt diese alte künstlerische Tradition vor allem durch Texte, Collagen und kleine Videos.
Sein Studium der Philosophie beendete Florian Zach mit seinem Masterabschluss.
Nach Stationen in Erlangen und Erfurt arbeitet und lebt Florian Zach heute in Berlin.

## Werk
- Wie ausgelebt, 2009, Roman.
- Träume nicht vom Sterben, sondern stirb, 2010, Gedichte.
- Wie Schildkröte Hermine zum Fliegen kam, 2010, Gedichte und Illustrationen.
- Glück schenken, 2012, Essays und Illustrationen.
- Die Libelle in der Bonboniere, 2017, Erzählungen und Selbstreflexionen.